# Achí
Achí, indijanski narod iz Gvatemale naseljen u istočnoj Gvatemali u departmanu Baja Verapaz. Achi govore dva jezika koja pripadaju porodici mayan, užoj skupini quiché, a porijeklom su od starih Rabinala, plemena srodnom Quiché Indijancima. Skupina iz općine Cubulco broji preko 48,000 ljudi, a oni iz Rabinala 37,000. 
Stari Rabinali spominju se još u Popol Vuhu, koji za njih kaže da su srodni plemenima Quiché, ali da govore drugačijim jezikom. Pod kontrolu crkve stavio ih je 1520.-tihi 1530.-tih godina španjolski svećenik Bartolomé de las Casas.
U novije vrijeme Achi su izloženi masakrima s gvatemalske strane, a u jednom od njih (Masakr u Río Negru) ubijeno je preko 440 Ačija.

## Vanjske poveznice
- Witness to Massacre  Arhivirana inačica izvorne stranice od 14. lipnja 2006. (Wayback Machine)